# Voodoo Vegas
Voodoo Vegas ist eine britische Rock-Band aus Bournemouth (Südengland / Ärmelkanal).

## Geschichte
Die 2006 gegründete, 5-köpfige Band veröffentlichte 2013 ihr Debütalbum The Rise of Jimmy Silver, welches von Produzent Pedro Ferreira in den Rockfield Studios/Wales eingespielt wurde.
Ihren ersten deutschen Bühnenauftritt hatte Voodoo Vegas im Jahr 2013 auf dem traditionsreichen Rockfestival der Rockfreunde Rengsdorf (seit 1981 eines der ältesten Open-Air-Festivals in Deutschland). Am 20. Juli 2014 spielte Voodoo Vegas auf einer mobilen Bühne eines Tiefladers auf der Rheinland-Pfalz-Tag Parade in Neuwied vor ca. 80.000 Besuchern und einem großen Fernsehpublikum. Im Oktober 2014 spielte Voodoo Vegas im Vorprogramm der US-Hard-Rock-Band Y&T in den Niederlanden und Belgien. Am 4. Dezember 2014 spielten Voodoo Vegas im Vorprogramm von Status Quo in Kerkrade (Niederlande).
Die Band war mit Produzent Guillermo ‘Will’ Maya (u. a. The Answer, Breed 77) im Los Rosales Residential Studio in Madrid um die EP "Hypnotise" aufzunehmen, die am 12. Oktober 2015 veröffentlicht wurde. Die gleichnamige Single wurde im iTunes Store veröffentlicht. Das Cover-Artwork wurde vom Comic-Zeichner Jim Boswell gezeichnet.
Das am 4. November 2016 veröffentlichte zweite Studio-Album Freak Show Candy Floss wurde erneut von Produzent Guillermo ‘Will’ Maya im Los Rosales Residential Studio in Madrid aufgenommen. Auch diesmal wurde das Cover-Artwork vom Comic-Zeichner Jim Boswell gezeichnet. Das Video zur Single "Killing Joke" (inspiriert vom Joker-Charakter aus den Batman-Filmen) wurde in die Playlist des SkyTV Satellitensender und dessen Rockkanal Scuzz aufgenommen.

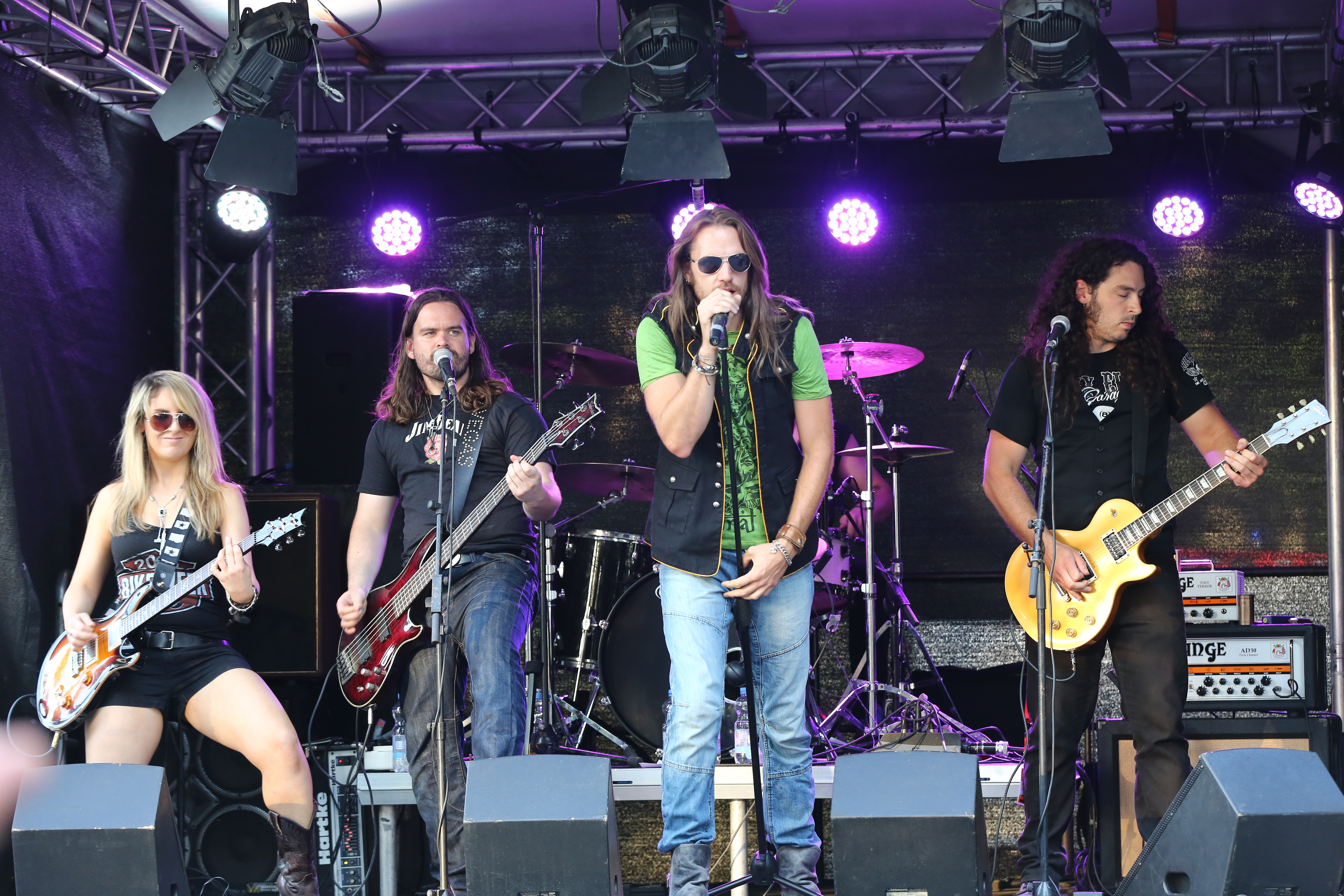
Voodoo Vegas 2013 auf dem Rockfestival Rengsdorf

## Stil und Einflüsse
Zu den Haupteinflüssen der Band zählen Rockbands wie z. B. Aerosmith, AC/DC, Guns N’ Roses und Bon Jovi. Der Musikstil der Band lässt sich als eine Mischung aus Hard Rock und Classic Rock mit Blueseinflüssen angetrieben durch Gitarrenriffs beschreiben.

## Diskografie
- 2013: The Rise of Jimmy Silver (Album, VV Records / Cargo Records)[1][2]
- 2015: Hypnotise (EP, VV Records)
- 2016: Freak Show Candy Floss (Album, Jimmy Silver Records)
- 2019: Feeling So Good (Album, HP Music)

## Auszeichnungen
- 2014: Gewinner des Pure Rawk Awards in der Kategorie „New Band of the Year“[3]

## Sonstiges
Über die Plattform PledgeMusic finanzierte die Band mittels Crowdfunding ihr erstes Studio-Album. In nur wenigen Tagen wurde das Ziel der Crowdfunding-Kampagne erreicht (sogar mit 343 % übertroffen) und so konnte durch Mithilfe der Fans das Debütalbum produziert werden.
Das Cover-Artwork vom Debütalbum The Rise of Jimmy Silver, der EP Hypnotise und auch dem zweiten Studio-Album Freak Show Candy Floss wurde von Comic-Zeichner Jim Boswell gezeichnet.
Der amerikanische Profi-Wrestler Matt Taven nutzt das Lied So Unkind als Einlaufmusik.